# Тарло, Николай (хорунжий сандомирский)
Николай Тарло (ум. 1571) — польский государственный деятель, дворянин и секретарь королевский, подчаший польской королевы Барбары (1548—1551), хорунжий сандомирский (1553), державец дрохоювский.

## Биография
Представитель польского дворянского рода Тарло герба «Топор». Младший сын чашника великого коронного Яна Тарло (? — 1550) и Дороты Тарновской. Старший брат — воевода люблинский Ян Тарло (ок. 1527—1587).
Сторонник реформации, но после смерти его дети перешли из кальвинизма в римско-католическую веру. Служил дворянином и секретарем при королевском дворе. В 1548 году был назначен подчашим новой королевы Барбары Радзивилл (1520—1551), второй жены короля польского и великого князя литовского Сигимунда Августа. В 1553 году стал хорунжим сандомирским.
До 1557 года женился на Ядвиге Стадницкой (ум. после 1604), от брака с которой оставил единственную дочь:
- Ядвига Тарло (ок. 1560—1614), жена кравчего коронного, каштеляна радомского, старосты львовского и воеводы сандомирского Ежи Мнишека (ок. 1548—1613). Мать московской царицы Марины Мнишек (ок. 1588 — 1614/1615).